# Liste der Monuments historiques in Chanteraine
Die Liste der Monuments historiques in Chanteraine führt die Monuments historiques in der französischen Gemeinde Chanteraine auf.

## Liste der Immobilien
| Bezeichnung             | Beschreibung            | Standort                            | Kennzeichnung | Schutzstatus | Datum | Bild |
| ----------------------- | ----------------------- | ----------------------------------- | ------------- | ------------ | ----- | ---- |
| Château de Morlaincourt | aus dem 16. Jahrhundert | Morlaincourt, rue du Château (Lage) | PA00106504    | Inscrit      | 1988  |      |

## Liste der Objekte
| Bezeichnung                                          | Beschreibung | Standort                                   | Kennzeichnung | Schutzstatus | Datum | Bild |
| ---------------------------------------------------- | --- | ------------------------------------------ | ------------- | ------------ | ----- | ---- |
| Kruzifix                                             | Holz, 17. Jahrhundert | Chennevières, in der Kirche St-Èvre (Lage) | PM55002758    | Inscrit      | 1984  |      |
| Kasel                                                | Seide, bestickt, 18. und 20. Jahrhundert; im Centre départemental d’art sacré in Saint-Mihiel deponiert                   | Morlaincourt, in der Kirche St-Rémi (Lage) | PM55002119    | Inscrit      | 2004  |      |
| Roter Ornat                                          | Kasel, Stola, Manipel und Bursa; Seide, bestickt, Ende des 18. und Anfang des 20. Jahrhunderts                            | Chennevières, in der Kirche St-Èvre (Lage) | PM55000150    | Classé       | 1981  |      |
| Zwei Skulpturen: Heiliger Nikolaus und heiliger Aper | Holz, farbig gefasst, um 1800                                                                                             | Chennevières, in der Kirche St-Èvre (Lage) | PM55002757    | Inscrit      | 1984  |      |
| Kelch und Patene (1)                                 | Silber und Messing, vergoldet, Anfang des 19. Jahrhunderts; im Centre départemental d’art sacré in Saint-Mihiel deponiert | Morlaincourt, in der Kirche St-Rémi (Lage) | PM55002118    | Inscrit      | 2004  |      |
| Kelch und Patene (2)                                 | Silber, vergoldet, Mitte des 19. Jahrhunderts                                                                             | Chennevières, in der Kirche St-Èvre (Lage) | PM55000145    | Classé       | 1984  |      |
| Skulptur Madonna mit Kind (1)                        | Stein, farbig gefasst, um 1600                                                                                            | Morlaincourt, in der Kirche St-Rémi (Lage) | PM55000144    | Classé       | 1980  |      |
| Skulptur Madonna mit Kind (2)                        | Stein, farbig gefasst, 18. Jahrhundert                                                                                    | Oëy, in der Kirche St-Rémi (Lage)          | PM55002188    | Inscrit      | 2004  |      |